# Mario Trebbi
Mario Trebbi (Sesto San Giovanni, 9 settembre 1939 – Paderno Dugnano, 14 agosto 2018) è stato un calciatore e allenatore di calcio italiano, di ruolo difensore.

## Carriera

### Club

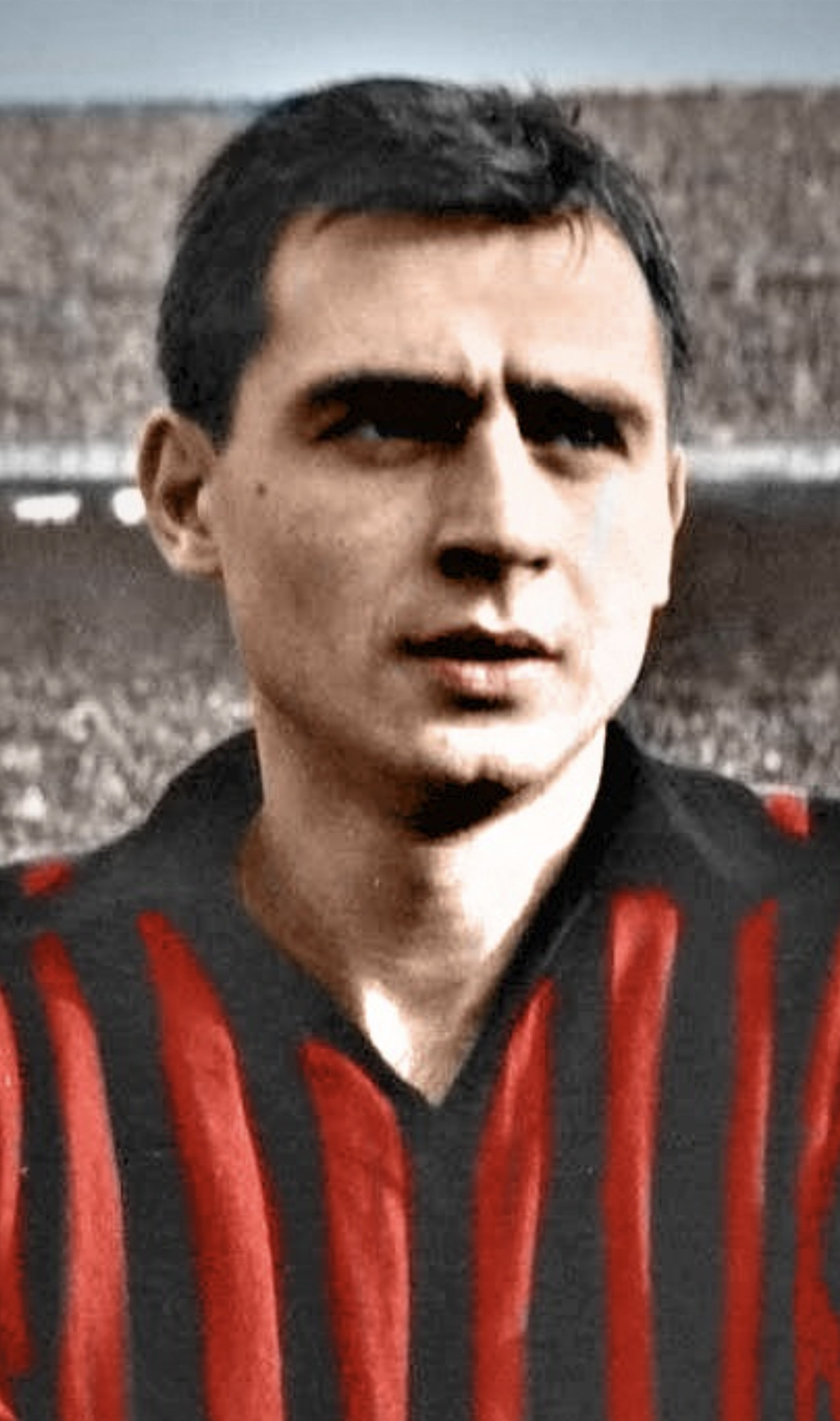
Trebbi con la maglia del Milan nella stagione 1965-66.

Proveniente dalle giovanili del Milan, debuttò in Serie A con i rossoneri nel 1958 e rimase con la società milanese per nove anni, giocando non sempre da titolare, ma riuscendo comunque a vincere due scudetti, nel 1958-59 e 1960-61, e una Coppa Campioni, nel 1962-63, in cui fu parte dell'undici titolare che affrontò il Benfica nella finale allo stadio di Wembley. Con il Milan disputò complessivamente 167 parite segnando un gol.
Passato al Torino nel 1966, l'anno successivo vinse la Coppa Italia.
Nel giugno 1969 passa al Verona in prova. Con i gialloblù gioca alcune partite nella Coppa delle Alpi 1969. In seguito, non viene tesserato e passa al Monza.
In carriera ha collezionato complessivamente 157 presenze in Serie A, andando a segno una sola volta nella vittoria interna del Milan contro il Genoa nella stagione 1963-1964, e 124 presenze e 4 reti in Serie B, tutte con la maglia del Monza.

### Nazionale
Con la Nazionale italiana di calcio Trebbi giocò due partite amichevoli: una nel 1961 e una nel 1963, senza segnare alcun gol.
Ha partecipato anche alla spedizione olimpica del 1960.

## Statistiche

### Presenze e reti nei club
| Stagione        | Squadra         | Campionato      | Campionato | Campionato | Coppe nazionali | Coppe nazionali | Coppe nazionali | Coppe continentali | Coppe continentali | Coppe continentali | Altre coppe | Altre coppe | Altre coppe | Totale | Totale |
| Stagione        | Squadra         | Comp            | Pres       | Reti       | Comp            | Pres            | Reti            | Comp               | Pres               | Reti               | Comp        | Pres        | Reti        | Pres   | Reti   |
| --------------- | --------------- | --------------- | ---------- | ---------- | --------------- | --------------- | --------------- | ------------------ | ------------------ | ------------------ | ----------- | ----------- | ----------- | ------ | ------ |
| 1957-1958       | Milan           | A               | 0          | 0          | CI              | 2               | 0               | -                  | -                  | -                  | -           | -           | -           | 2      | 0      |
| 1958-1959       | Milan           | A               | 0          | 0          | CI              | 0               | 0               | -                  | -                  | -                  | CA          | 1           | 0           | 1      | 0      |
| 1959-1960       | Milan           | A               | 12         | 0          | CI              | 1               | 0               | CC                 | 0                  | 0                  | CA          | 2           | 0           | 15     | 0      |
| 1960-1961       | Milan           | A               | 30         | 0          | CI              | 1               | 0               | -                  | -                  | -                  | CA          | 1           | 0           | 32     | 0      |
| 1961-1962       | Milan           | A               | 5          | 0          | CI              | 1               | 0               | CdF                | 0                  | 0                  | CA          | 6           | 0           | 12     | 0      |
| 1962-1963       | Milan           | A               | 23         | 0          | CI              | 2               | 0               | CC                 | 7                  | 0                  | CA          | 4           | 0           | 36     | 0      |
| 1963-1964       | Milan           | A               | 26         | 1          | CI              | 0               | 0               | CC                 | 4                  | 0                  | CInt        | 3           | 0           | 34     | 1      |
| 1964-1965       | Milan           | A               | 8          | 0          | CI              | 1               | 0               | CdF                | 1                  | 0                  | -           | -           | -           | 10     | 0      |
| 1965-1966       | Milan           | A               | 17         | 0          | CI              | 1               | 0               | CdF                | 7                  | 0                  | -           | -           | -           | 25     | 0      |
| Totale Milan    | Totale Milan    | Totale Milan    | 122        | 1          |                 | 9               | 0               |                    | 19                 | 0                  |             | 17          | 0           | 167    | 1      |
| 1966-1967       | Torino          | A               | 14         | 0          | CI              | 1               | 0               | -                  | -                  | -                  | CdA         | 3           | 0           | 18     | 0      |
| 1967-1968       | Torino          | A               | 12         | 0          | CI              | 7               | 0               | -                  | -                  | -                  | -           | -           | -           | 19     | 0      |
| 1968-1969       | Torino          | A               | 9          | 0          | CI              | 1               | 0               | CdC                | 1                  | 0                  | -           | -           | -           | 11     | 0      |
| Totale Torino   | Totale Torino   | Totale Torino   | 35         | 0          |                 | 9               | 0               |                    | 1                  | 0                  |             | 3           | 0           | 48     | 0      |
| giu. 1969       | Verona          | A               | -          | -          | CI              | -               | -               | -                  | -                  | -                  | CdA         | 3           | 0           | 3      | 0      |
| 1969-1970       | Monza           | B               | 37         | 1          | CI              | 3               | 0               | -                  | -                  | -                  | -           | -           | -           | 40     | 1      |
| 1970-1971       | Monza           | B               | 33         | 1          | CI              | ?               | ?               | -                  | -                  | -                  | -           | -           | -           | 33+    | 1+     |
| 1971-1972       | Monza           | B               | 34         | 1          | CI              | 4               | 0               | -                  | -                  | -                  | -           | -           | -           | 38     | 1      |
| 1972-1973       | Monza           | B               | 21         | 1          | CI              | 4               | 0               | -                  | -                  | -                  | -           | -           | -           | 25     | 1      |
| Totale Monza    | Totale Monza    | Totale Monza    | 125        | 4          |                 | 11+             | 0+              |                    | 0                  | 0                  |             | 0           | 0           | 136+   | 4+     |
| Totale carriera | Totale carriera | Totale carriera | 282        | 5          |                 | 29+             | 0+              |                    | 20                 | 0                  |             | 23          | 0           | 354+   | 5+     |

### Cronologia presenze e reti in nazionale
| Cronologia completa delle presenze e delle reti in nazionale ― Italia | Cronologia completa delle presenze e delle reti in nazionale ― Italia | Cronologia completa delle presenze e delle reti in nazionale ― Italia | Cronologia completa delle presenze e delle reti in nazionale ― Italia | Cronologia completa delle presenze e delle reti in nazionale ― Italia | Cronologia completa delle presenze e delle reti in nazionale ― Italia | Cronologia completa delle presenze e delle reti in nazionale ― Italia | Cronologia completa delle presenze e delle reti in nazionale ― Italia |
| Data                                                                  | Città                                                                 | In casa                                                               | Risultato                                                             | Ospiti                                                                | Competizione                                                          | Reti                                                                  | Note                                                                  |
| --------------------------------------------------------------------- | --------------------------------------------------------------------- | --------------------------------------------------------------------- | --------------------------------------------------------------------- | --------------------------------------------------------------------- | --------------------------------------------------------------------- | --------------------------------------------------------------------- | --------------------------------------------------------------------- |
| 25-4-1961                                                             | Bologna                                                               | Italia                                                                | 3 – 2                                                                 | Irlanda del Nord                                                      | Amichevole                                                            | -                                                                     |                                                                       |
| 14-12-1963                                                            | Torino                                                                | Italia                                                                | 1 – 0                                                                 | Austria                                                               | Amichevole                                                            | -                                                                     |                                                                       |
| Totale                                                                |                                                                       | Presenze                                                              | 2                                                                     |                                                                       | Reti                                                                  | 0                                                                     |                                                                       |

## Palmarès

### Competizioni giovanili
- Torneo di Viareggio: 3

Milan: 1957, 1959, 1960

### Competizioni nazionali
- Campionato italiano: 2

Milan: 1958-1959, 1961-1962
- Coppa Italia: 1

Torino: 1967-1968

### Competizioni internazionali
- Coppa dei Campioni: 1

Milan: 1962-1963